# Ruaridh McConnochie
Ruaridh Lawson McConnochie (Londra, 23 ottobre 1991) è un rugbista che ha rappresentato la Gran Bretagna nel rugby a 7 in ambito olimpico e l'Inghilterra nel rugby a 15 alla Coppa del Mondo 2019; dal 2023, in tale ultima disciplina, rappresenta la Scozia, pur non avendo ancora presenze per essa a livello di nazionale maggiore.

## Biografia
Formatosi scolasticamente e rugbisticamente in Kent, continuò la sua istruzione all'Università del Gloucestershire, nella cui squadra di rugby fu ingaggiato.
Dedicatosi inizialmente al rugby a 7, guadagnò con la selezione britannica la qualificazione al primo torneo di specialità alle olimpiadi di Rio de Janeiro del 2016, riuscendo ad arrivare con la squadra fino alla finale per l'oro, persa contro Figi.
Nel 2018 firmò il suo primo contratto da professionista con Bath e nel 2019 fu convocato nella squadra inglese in preparazione alla Coppa del Mondo in Giappone; debuttò a livello internazionale a Newcastle contro l'Italia; fu poi incluso nella rosa che prese parte alla competizione, nel corso della quale disputò il suo secondo e ultimo incontro per l'Inghilterra, una vittoria contro gli Stati Uniti nella quale realizzò una meta.
Dal 2023, essendo passati più di tre anni dal suo più recente incontro internazionale, McConnochie è idoneo a rappresentare la Scozia, Paese di nascita di suo padre; convocato per il Sei Nazioni 2023, non è tuttavia mai sceso in campo nella competizione.

## Palmarès
- Argento olimpico: 1
Gran Bretagna: 2016
- Challenge Cup: 1
Bath: 2024-25